# Josephine Burns Glasgow
Pour les articles homonymes, voir Glasgow (homonymie).
Josephine Elizabeth Burns Glasgow (22 juillet 1887 - 22 janvier 1969) est une mathématicienne américaine. Elle était la deuxième femme à recevoir un colis de l'Université de l'Illinois à Urbana-Champaign.

## Biographie
Glasgow est né à Greenville, dans l'Illinois. Elle était la troisième de quatre enfants. Ses parents étaient Ida Jane et James Clinton Burns, qui était professeur d'histoire à la Western Illinois University. 
Elle a épousé Robert D. Glasgow en 1916.
En 1928, son mari occupe le poste fédéral d'entomologiste dans l'État de New York et le couple s'installe à Albany.

## Formation et carrière
Glasgow a obtenu son baccalauréat en 1909 et sa maîtrise en mathématiques en 1911. Elle a obtenu son doctorat de l'Université de l'Illinois à Urbana-Champaign en 1913, en étant la deuxième femme à le faire à cette université. Son directeur de thèse était George Abram Miller. Sa thèse de doctorat intitulée « Les définitions abstraites des groupes de degré 8 » a été publiée dans l'American Journal of Mathematics,.   
Josephine s'est impliquée au sein de l'Association américaine des femmes diplômées des universités. Elle a occupé différents postes jusqu'à celui de vice-présidente du conseil d'administration national en 1952. En 1951, la section d'Albany a nommé une bourse de recherche en son honneur.  Elle était instructrice à l'Université de l'Illinois.